# العلاقات الكيريباتية الليختنشتانية
العلاقات الكيريباتية الليختنشتانية هي العلاقات الثنائية التي تجمع بين كيريباتي وليختنشتاين.

## مقارنة بين البلدين
هذه مقارنة عامة ومرجعية للدولتين:
| وجه المقارنة                                              | كيريباتي                        | ليختنشتاين                                 |
| --------------------------------------------------------- | ------------------------------- | ------------------------------------------ |
| المساحة (كم2)                                             | 811                             | 16                                         |
| عدد السكان (نسمة)                                         | 116.40 ألف                      | 37.47 ألف                                  |
| الكثافة السكانية (ن./كم²)                                 | 14.35 ألف                       | 234.19 ألف                                 |
| العاصمة                                                   | جنوب تاراوا                     | فادوتس                                     |
| اللغة الرسمية                                             | لغة إنجليزية، اللغة الكيريباتية | اللغة الألمانية                            |
| العملة                                                    | دولار كريباتي، دولار أسترالي    | فرنك سويسري                                |
| الناتج المحلي الإجمالي (بليون دولار)                      | 196.15 مليون                    | 6.29 مليار                                 |
| الناتج المحلي الإجمالي (تعادل القوة الشرائية) بليون دولار | 224.26 مليون                    |                                            |
| الناتج المحلي الإجمالي الاسمي للفرد دولار أمريكي          | 1.42 ألف                        |                                            |
| الناتج المحلي الإجمالي للفرد دولار أمريكي                 | 1.81 ألف                        |                                            |
| مؤشر التنمية البشرية                                      | 0.590                           | 0.908                                      |
| رمز المكالمات الدولي                                      | +686                            | +423                                       |
| رمز الإنترنت                                              | .ki                             | .li                                        |
| المنطقة الزمنية                                           |                                 | توقيت وسط أوروبا، ت ع م+01:00، ت ع م+02:00 |

## منظمات دولية مشتركة
يشترك البلدان في عضوية مجموعة من المنظمات الدولية، منها:
| علم المنظمة | اسم المنظمة                  | تاريخ انضمام كيريباتي | تاريخ انضمام ليختنشتاين |
| ----------- | ---------------------------- | --------------------- | ----------------------- |
|             | الاتحاد البريدي العالمي      | ?                     | ?                       |
|             | الاتحاد الدولي للاتصالات     | 3 نوفمبر 1986         | 25 يوليو 1963           |
|             | منظمة حظر الأسلحة الكيميائية | ?                     | ?                       |
|             | الأمم المتحدة                | 14 سبتمبر 1999        | 18 سبتمبر 1990          |